# Jacqueline Bisset
Jacqueline Bisset (născută Winifred Jacqueline Fraser-Bisset la 13 septembrie 1944) este o actriță engleză de film. Nu a fost nicidată măritată, în ciuda cunoscutelor ei lungi relații amoroase. Consideră că Julie, rolul din Noaptea Americană în regia lui François Truffaut, este cea mai importantă reușită din cariera ei. De altfel, filmul a fost recompensat în 1973 cu un Oscar pentru cel mai bun film străin.

## Fimografie
- 1968 Locotenentul Bullitt (Bullitt), regia Peter Yates
- 1970 Aeroportul (Airport), regia George Seaton, Henry Hathaway
- 1973 Hoțul invitat la cină (Thief Who Came to Dinner), regia Bud Alan Yorkin
- 1973 Noaptea americană (La nuit américaine), regia François Truffaut
- 1977 Adâncurile (The Deep), regia Peter Yates
- 1980 Vulcanul (When Time Ran Out...), regia James Goldstone
- 1981 Inchon - Barbara Hallsworth, regia Terence Young
- 1984 Vieți disperate (Under the Volcano), regia John Huston
- 1985 Anna Karenina, regia Simon Langton

## Galerie poze

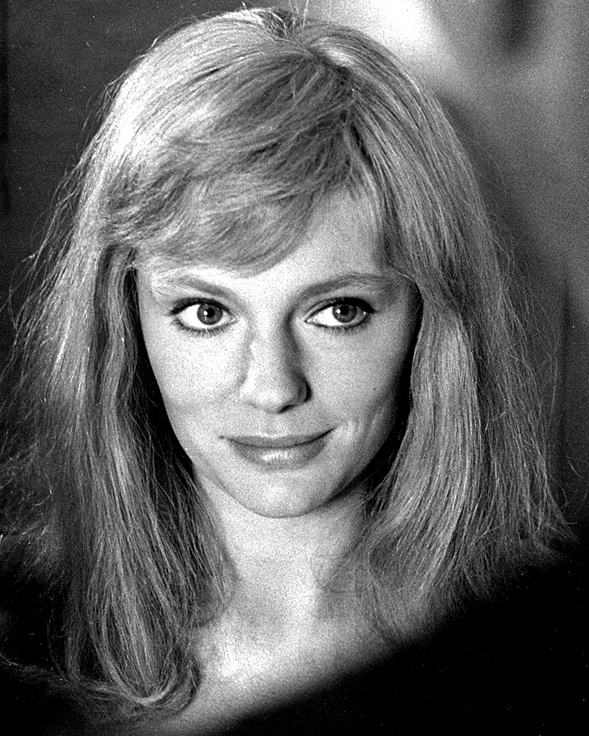
Jacqueline Bisset în 1969
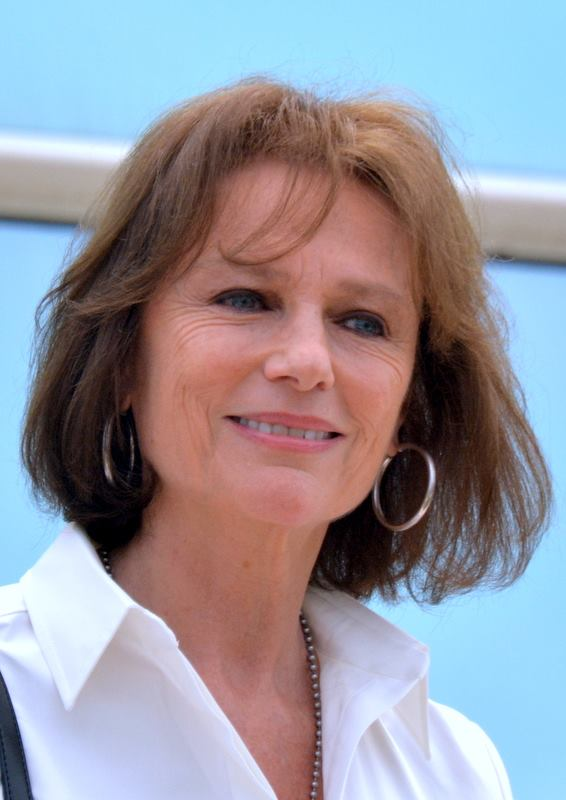
Jacqueline Bisset în Cannes 2017
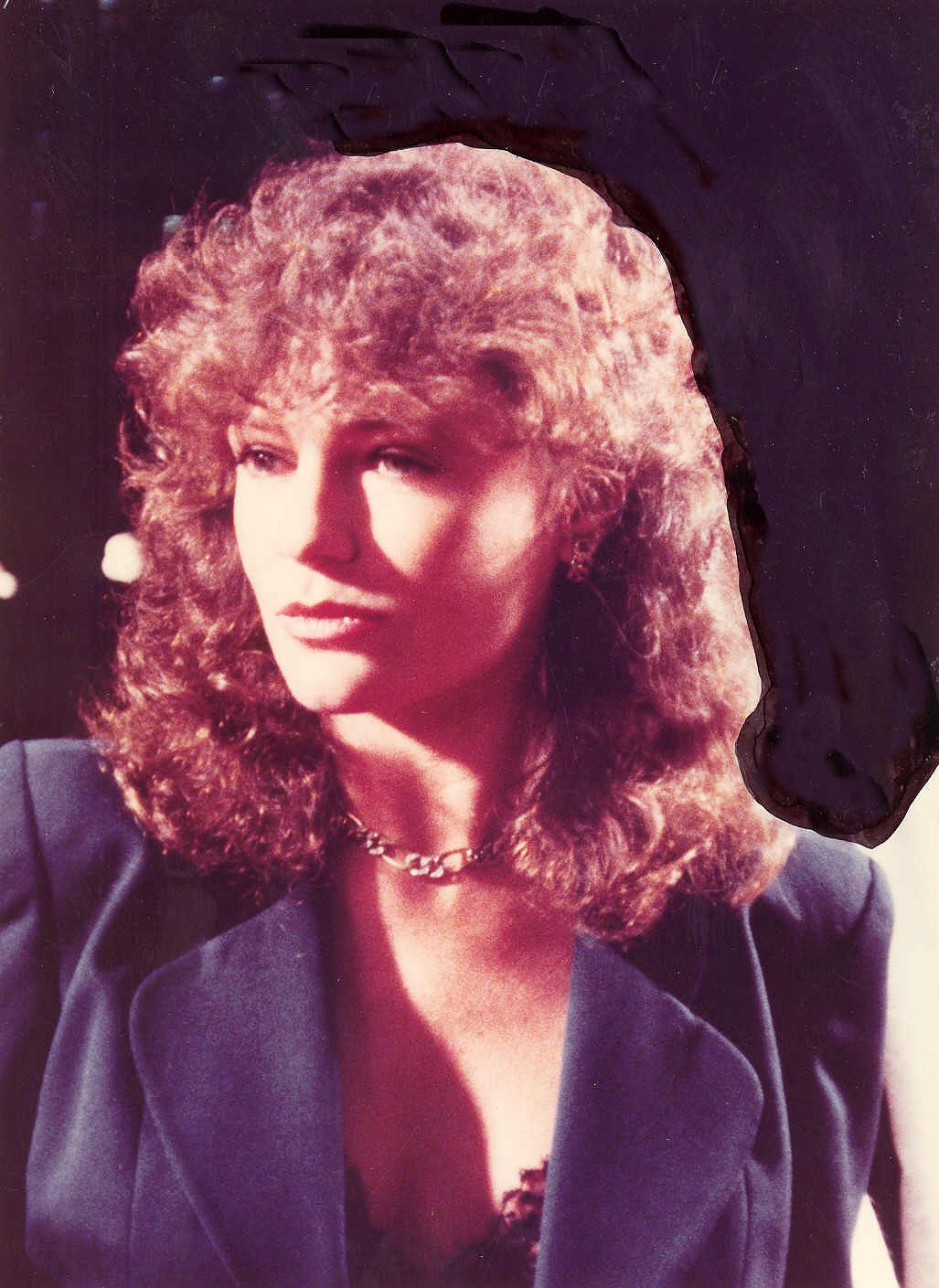
Jacqueline Bisset